# Manuel Fernández de Prada
Manuel Fernández de Prada y Pareja, III marqués de las Torres de Orán (Granada, 24 de julio de 1833-Granada, 9 de agosto de 1913) fue un militar español.

## Biografía
Manuel María Fernández de Prada y Pareja nació y fue bautizado el 24 de julio de 1833 en la iglesia de San Justo y Pastor de Granada. Era hijo de José Antonio Fernández de Prada y Ruiz Canduela, Sargento Mayor del Regimiento de Caballería de Chincha y Pisco, nacido en San Antonio de Larán (Perú) en 1775; y de María Ana de Pareja y Villarreal (1792-1855), natural de Medina Sidonia y procedente de una familia noble descendiente de Hernán Cortés. Sus padres, casados en Lima en 1812, se trasladarían posteriormente a la península hispánica, probablemente después de la batalla de Ayacucho, estableciéndose en Granada. Muerto su padre habiendo sido ascendido a Coronel de Caballería, en 1853 su madre recibiría el título de marquesa de las Torres de Orán por Real Decreto de Isabel II.

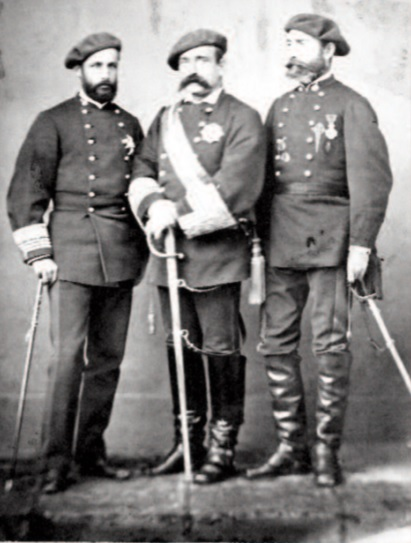
El general Pérula, comandante general de Navarra, acompañado del brigadier Pérez de Guzmán (derecha) y el coronel Fernández de Prada (izquierda)

A los dieciséis años de edad, Manuel Fernández de Prada ingresó como Caballero Cadete del Real Cuerpo de Artillería en el Alcázar de Segovia y ascendió a Subteniente alumno en 1853. Terminados los estudios reglamentarios, fue promovido a Teniente del Cuerpo en 1855 y destinado al primer Regimiento a pie, de guarnición en Barcelona, en donde al año siguiente recibió el bautismo de fuego en las sangrientas jornadas de los días 19, 20 y 21 de julio, por las cuales se le concedió el grado de Capitán. Poco después ingresó en la Religiosa y Militar Orden de Alcántara y en la Real Maestranza de Caballería de Granada.
En 1859 marchó a la guerra de África con el segundo Regimiento de Artillería Montada. Se batió en el paso del río Azmir y en las batallas de los Castillejos, Guad-el-Jelú, Tetuán y Wad Ras, por las cuales obtuvo el grado de Comandante y la Cruz de la Real y Militar Orden de San Fernando.
Regresado a España, Fernández de Prada ascendió a Capitán del Cuerpo en 1863 y asistió a la batalla de Alcolea en septiembre de 1868, por la que se le concedió el empleo de Comandante, y ganó los grados de Teniente Coronel y de Coronel peleando contra los republicanos de Sevilla, Cádiz y Málaga.
Según Melchor Ferrer, a principios de la década de 1870 estaba prestando servicios en la fábrica de pólvora de Granada. Al proclamarse la Primera República en 1873, mientras tenía lugar la tercera guerra carlista, solicitó su licencia absoluta en el Ejército gubernamental y, a principios de 1874, ingresó en el Ejército carlista del Norte con el empleo de Coronel. A poco de entrar en campaña, cayó del caballo que montaba y resultó herido, lo que le impidió tomar parte en las operaciones militares durante algunos meses. A mediados de 1874 tomó el mando de la 2.ª Batería Montada, al frente de la cual se distinguió en las acciones de Oteiza, Biurrun y Monte San Juan, ganando la Placa Roja del Mérito Militar.

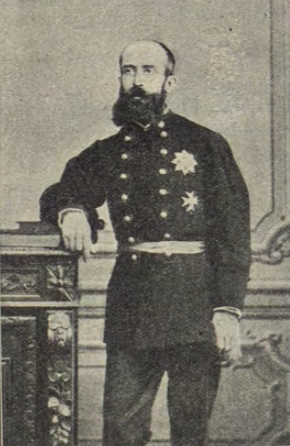
Manuel María Fernández de Prada y Pareja tras el final de la guerra carlista, luciendo la faja de brigadier.

En 1875 se le confirió al coronel Fernández de Prada el mando de la artillería de la División de Navarra; concurrió a la mayor parte de los hechos de armas que tuvieron lugar en dicha provincia; se distinguió en la línea del Carrascal (cuyo artillado dirigió) en el ataque de Viana, en el cañoneo de Pamplona, en la acción de Santa Bárbara de Mañeru (a fines de enero de 1876) y en la retirada de Estella, emigrando finalmente a Francia al concluirse la guerra. Fue uno los jefes que acompañaron hasta el último instante de la campaña a Don Carlos, quien, poco antes de repasar la frontera, premió sus servicios con la faja de Brigadier.
Manuel Fernández de Prada acompañó a Don Carlos a su exilio en Francia, y desde allí partió hacia el Perú, estableciéndose en la Hacienda Larán, que pertenecía a su familia. Allí padecería en diciembre de 1879 el motín de 300 negros de Hoja Redonda, que se armaron y atacaron a los dueños de las propiedades vecinas de Larán y San José al grito de «¡Mueran los hacendados!», acabando con la vida a hachazos y machetazos de su hermano Antonio, II marqués de las Torres de Orán.
Juan de Arona, quien dejó constancia escrita de este suceso, consideró injustificado el levantamiento, ya que Antonio Fernández de Prada había liberado a sus esclavos 24 años antes y «era el patriarca de sus negros, a quienes seguía queriendo con idolatría». El hermano de Antonio correría mejor suerte:

Manuel [Fernández de] Prada, poco menos que transeúnte en la hacienda, fue dejado por muerto con tremendo machetazo en la frente que le infirió la torpe negrada. A este caballero lo había conocido, siendo yo muy niño en Granada, en España, en momentos de partir para la guerra de África.

Según Fernán Altuve-Febres, tras recuperarse, Manuel Fernández de Prada participaría incluso en la guerra del Pacífico contra el Ejército chileno.
De nuevo en España, en 1893 se le expidió Real Carta de sucesión en el título de marqués de las Torres de Orán, que heredó de su hermano mayor. Asimismo, fue nombrado Teniente de Hermano Mayor de la Real Maestranza de Caballería de Granada.

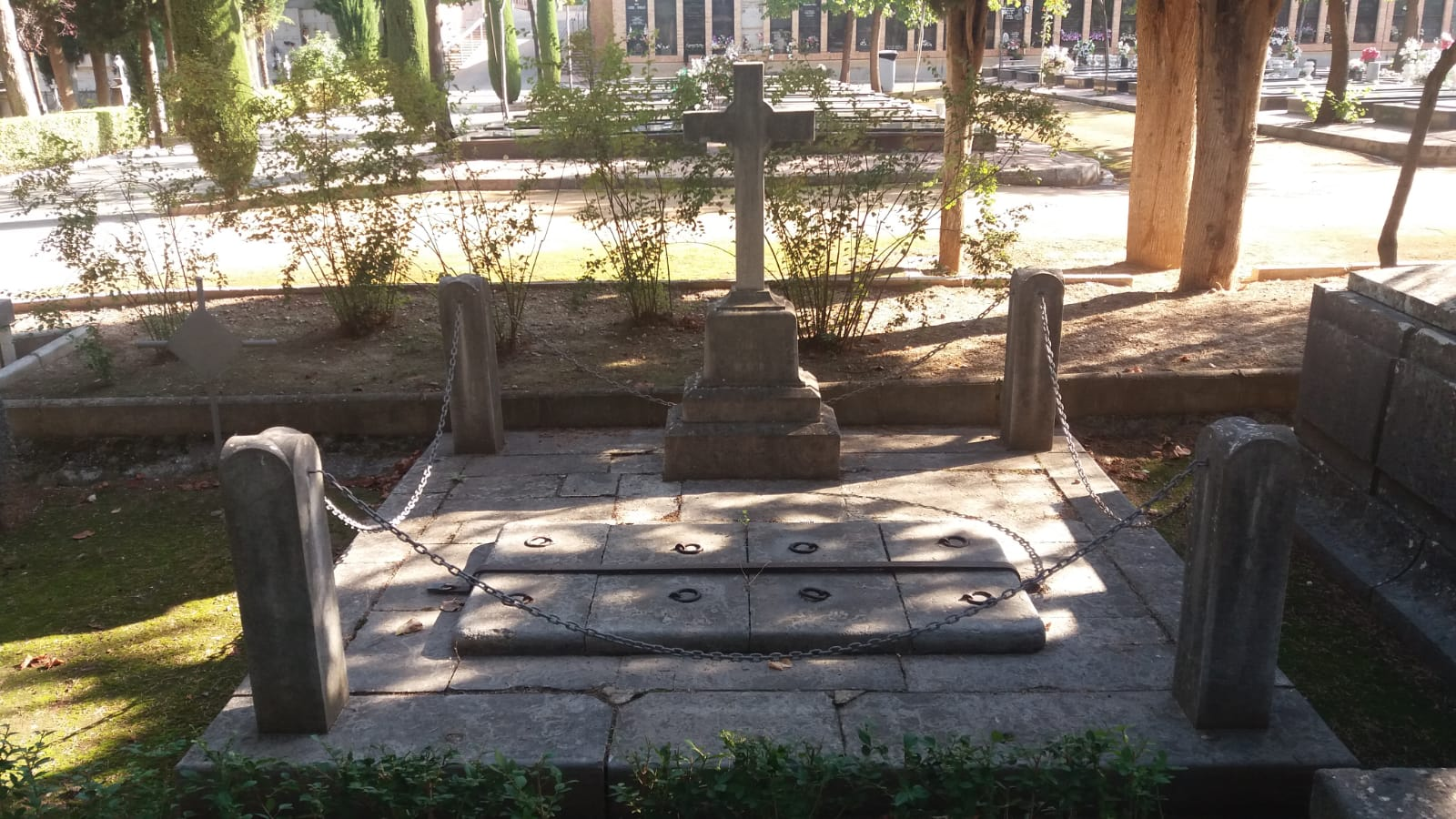
Sepultura de Manuel M.ª Fernández de Prada y Pareja, marqués de las Torres de Orán, en el cementerio de San José de Granada.

En la crónica del cuarto Congreso católico español se menciona una notable circular firmada el 14 de marzo de 1893 en Granada por el marqués de las Torres de Orán liderando el movimiento electoral católico, junto con otra del 14 de noviembre de ese año suscrita por el obispo de Salamanca.
En 1896 fue uno de los firmantes, junto con otros tradicionalistas y católicos de Granada como el marqués de Valdeflores, Juan Creus, el conde de Antillón, Juan de Dios Vico y Bravo y José Tripaldi, entre otros, de una «Exposición a las Cortes de los católicos granadinos» en la que se exigía a los representantes de la nación que ilegalizasen la masonería y la propaganda antirreligiosa y antimonárquica como solución para acabar con el separatismo cubano y filipino, que sería presentada a las Cortes por el diputado Juan Vázquez de Mella y aplaudida por el Congreso antimasónico de Trento.
Manuel Fernández de Prada falleció en Granada el 9 de agosto de 1913, tal y como figura en la necrología que le dedicó el diario carlista El Correo Español. Hasta el final de su vida mantuvo sus ideales tradicionalistas, y era suscriptor del citado diario.
Casó con su sobrina Mariana Vasco y Fernández de Prada, con quien tuvo al menos un hijo, Manuel María Fernández de Prada y Vasco, IV marqués de las Torres de Orán. Al estallar la guerra civil española, este último y tres de los siete hijos del mismo, Antonio Jesús, José María (ambos abogados) y el menor, Francisco de Asís, se encontraban en Madrid. Todos ellos fueron apresados por milicianos y acusados de pertenecer al Requeté. El 19 de agosto de 1936 los detenidos, el padre y sus tres hijos fueron asesinados.